# Tadej Toš
Tadej Toš, slovenski komik, voditelj in igralec, 27. avgust 1974, Ljubljana.

## Življenjepis
Tadej Toš se je rodil v Ljubljani staršema Ljubu in Bebi Toš, osnovno in srednjo šolo pa je obiskoval na Ptuju. Na Akademiji za gledališče, radio, film in televizijo v Ljubljani je študiral igro pod mentorstvom Borisa Cavazze in Jožice Avbelj. Je poročen in ima dve hčerki in enega sina. Hčerkama je ime Julija in Eva, sinu pa Andrej.

## Kariera
Od leta 2000 je stalni član ansambla SNG Maribor. Igral je v mnogih stand-up komedijah Hamlet in Zapufanpikasn, dramskih uprizoritvah Bepop, Kar hočete in Don Juan ter celovečernih filmih Hit poletja, Predmestje, Outsider in Gremo mi po svoje 2. Vodil je sedem podelitev Bob leta in podelitev Viktorjev za leto 2009 in 2013. Od leta 2016 je član igralskega ansambla SNG Drama Ljubljana.